# François Ravaillac
François Ravaillac (n. Touvre 1578 - d. Paris, 27 mai 1610) a fost asasinul lui Henric al IV-lea al Franței și penultima persoană condamnată la moarte prin sfârtecare.

## Date biografice

### Viața
François Ravaillac s-a născut la Touvre, în apropiere de Angoulême într-o familie care făcea parte din mica burghezie: doi unchi erau canonici la catedrala din Angoulême; tatăl său era un om bețiv și cu o fire violentă care i-a provocat diverse probleme cu legea. Mama sa, Françoise Dubreuil, sora celor doi canonici, era o persoană miloasă și foarte religioasă. Tatăl său a risipit averea soției, aceasta obținând separarea bunurilor în 1605 sau 1606, lăsând familia în sărăcie. Singurul său frate era cunoscut pentru firea sa violentă și problemele cu justiția, iar cele două surori mai mici s-au grăbit să părăsească casa părintească. Unchii săi materni, Julien și Nicolas Dubreuil l-au învățat să scrie și să citească, inculcându-i și ura împotriva hughenoților. Concetățenii săi îl considerau un tânăr blând și tăcut cu un aspect ce provoca teamă: înalt și binefăcut, cu fața palidă, care nu surâdea niciodată. François a început să lucreze la unsprezece ani, ca valet în casa lui Du Rozier, iar mai târziu devine învățător în Angoulême, unde preda catehismul într-o școală la optzeci de copii. Prost plătit, trăiește în mizerie. Fanatic și obsedat de religie a încercat să intre în câteva ordine religioase, dar este refuzat din cauza viziunilor sale. În 1606 încearcă să intre în Ordinul iezuit, dar este respins din aceleași motive. În 1608 îl găsim la Paris în slujba ducelui d'Épernon, guvernator în Angoulême, protectorul său. Este un mic salt de calitate, François are posibilitatea să întâlnească persoane foarte diverse de cele din Angoulême. Frecventa medii catolice, care după revocarea Edictului de la Nantes, erau furioși cu Henric al IV-lea, despre care spuneau că s-a convertit la catolicism doar pentru a pune mâna pe coroană. Mai târziu pleacă din Paris, datorită micilor misiuni cu care l-a însărcinat ducele d'Epernon. În 1609, François spune că a avut o viziune în care i se ordona să-l convingă pe rege să-i convertească la catolicism pe hughenoți. Cu acest scop a călătorit de trei ori la Paris între ziua de Rusalii din 1609 și mai 1610. Nereușind să-l întâlnească pe Henric al IV-lea și aflând de decizia regelui de a invada cele Șapte Provincii Spaniole, François a interpretat decizia regelui ca o declarație de război împotriva papalității. Decis să-l oprească pe Henric al IV-lea, care voia să spele rușinea înfrângerii de la Cateau-Cambrésis, a hotărât să-l ucidă pe rege.

### Uciderea lui Henric al IV-lea

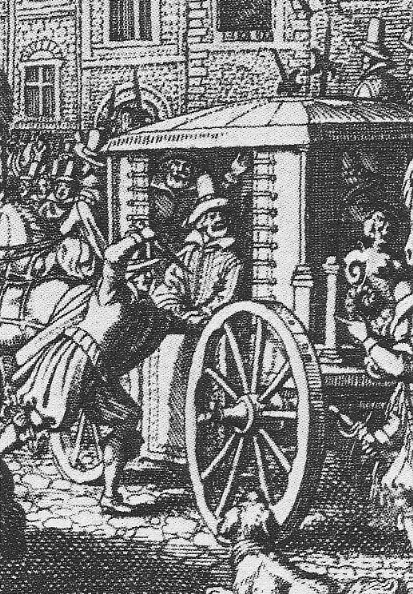
Uciderea lui Henric al IV-lea în rue Feronerie, Paris

Cu câteva săptămâni înainte de crimă, Ravaillac a furat un cuțit dintr-o pensiune. S-a răzgândit de câteva ori și a decis să se întoarcă în ținutul său natal. Convins din nou de necesitatea actului său, recuperează cuțitul și se întoarce la Paris. În 14 mai 1610, Henric al IV-lea pleacă de la Luvru pentru a-l vizita pe Sully, care era la pat din cauza gripei. Caleașca era descoperită și nu avea escortă, deoarece voia să meargă pe străzile Parisului, anonim. Stătea puțin mai în spate, puțin ascuns, protejat de ducele d'Épernon și ducele de Montbazon, care îl însoțeau împreună cu o mică escortă. A cerut să se ridice perdelele de piele ale trăsurii pentru a putea vedea pregătirile pentru sosirea reginei Maria de Medici. Ajunși în rue Feronerie, la intersecția cu rue Jean Tison, caleașca a fost nevoită să se oprească din cauza unui căruțe încărcată cu butoaie cu vin și a unei căruțe cu fân, aflate în dificultate, care le tăia calea. François Ravaillac a sărit pe o roată a trăsurii și folosind cuțitul cu două tăișuri l-a înjunghiat pe rege între a doua și a treia coastă. De trei ori a pătruns lama cuțitului în trupul regelui, dar deja a doua lovitură atinsese inima și plămânul. Deși dus în mare grabă la Luvru, unde era așteptat de arhiepiscopul d'Embrun și de medicul său Petit, Henric al IV-lea moare. După cum povestește istoricul Pierre Mathieu, unul din ofițerii lui Henric a văzut un grup de opt oameni pe jos și doi călare care s-au aruncat spre Ravaillac strigând: „Trebuie să moară!” Ravaillac nu a încercat să scape, iar ducele d'Épernon a strigat „Nu-l ucideți!” Arestat imediat, pentru a-l sustrage furiei mulțimii și unui linșaj, este dus la Hotel de Retz, unde a rămas 48 de ore și unde, în mod ciudat, i s-a permis să vorbească și să vadă numeroase persoane și apoi a fost transferat la Conciergerie.

### Tortura

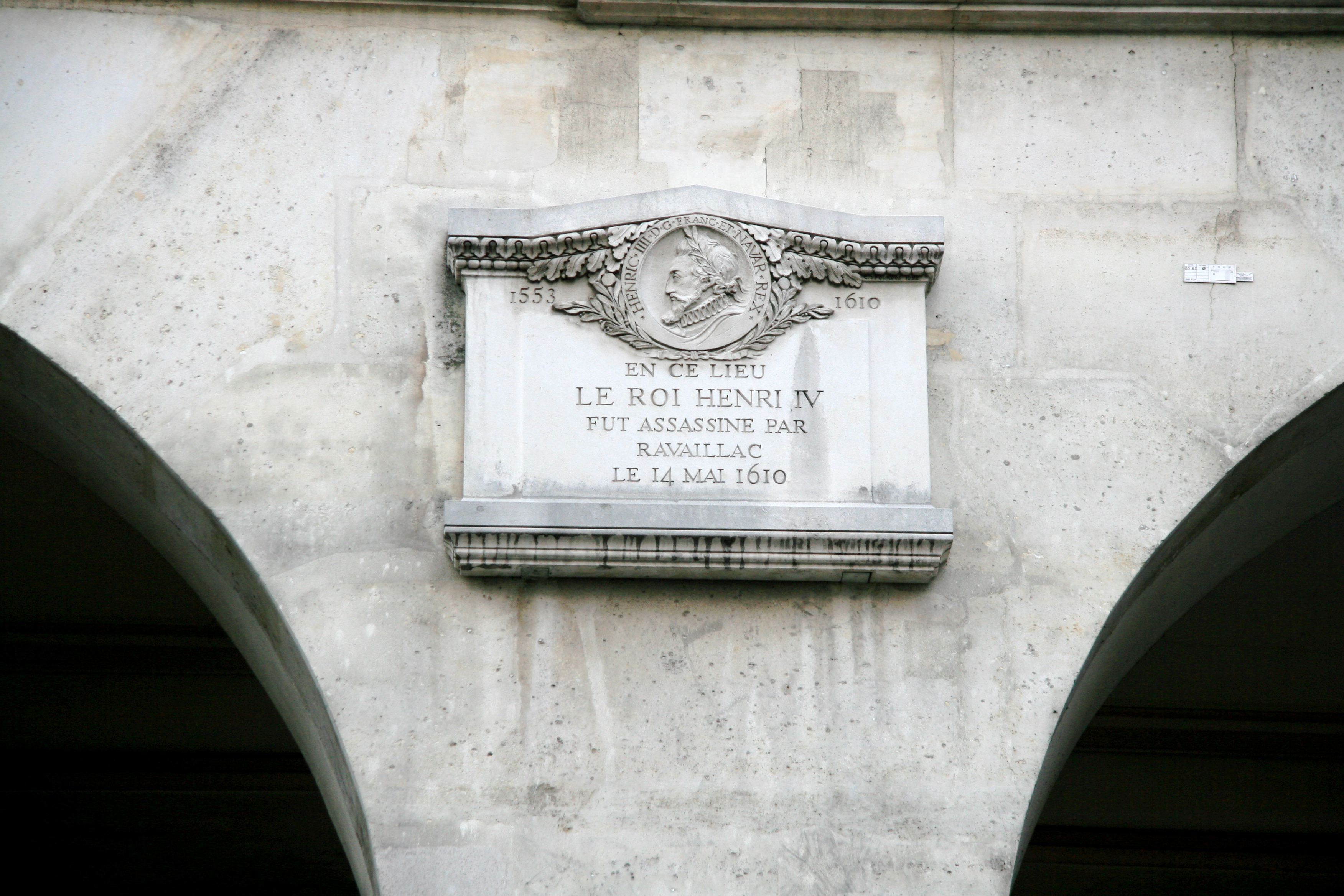
Placă de comemorare a asasinării lui Henric al IV-lea al Franței. Armele lui Henric, sunt sculptate pe sol arătând locul unde a fost asasinat.

În cursul procesului a fost torturat de multe ori,  dar a susținut mereu că era singurul vinovat și nu a avut complici. Este posibil să nu fi spus tot ceea ce ar fi putut spune, pentru că era puternic și a rezistat interogatoriilor. Pedepsirea ideală a regicidului, trebuia să însumeze toate chinurile posibile. În orice caz, legea franceză nu avea o pedeapsă anume în aceste cazuri. A fost necesar să se inventeze pedeapsa pentru Ravaillac, însumând împreună cele mai cumplite pedepse practicate în Franța. În 27 mai 1610, în Place de Grève, Ravaillac a fost executat în chinuri inumane. De la Conciergerie, a fost adus în fața Catedralei Notre-Dame din Paris desculț, în cămașă, cu o lumânare în mâini, apoi urcat pe un tomberon de gunoi, a fost purtat în Place de Grève unde fusese ridicat eșafodul. După ce a fost torturat, picioarele și brațele i-au fost legate de patru cai și corpul său a fost sfârtecat. Cu puțin înaintea execuției, a negat din nou în fața confesorului că ar fi avut complici. Istoricul englez Alistaire Horne povestește: Înainte de a fi sfârtecat,...a fost ars cu sulf aprins, plumb topit și ulei și rezină fierbinți. Carnea a fost smulsă cu cleștele. Mulțimea isterică a împrăștiat resturile prin oraș, iar restul corpului a fost ars și împrăștiat în cele patru vânturi. Amenințați cu pedeapsa cu moartea, părinții lui Ravaillac au fost exilați și restului familiei i s-a interzis folosirea numelui Ravaillac.

### Teoria conspirației

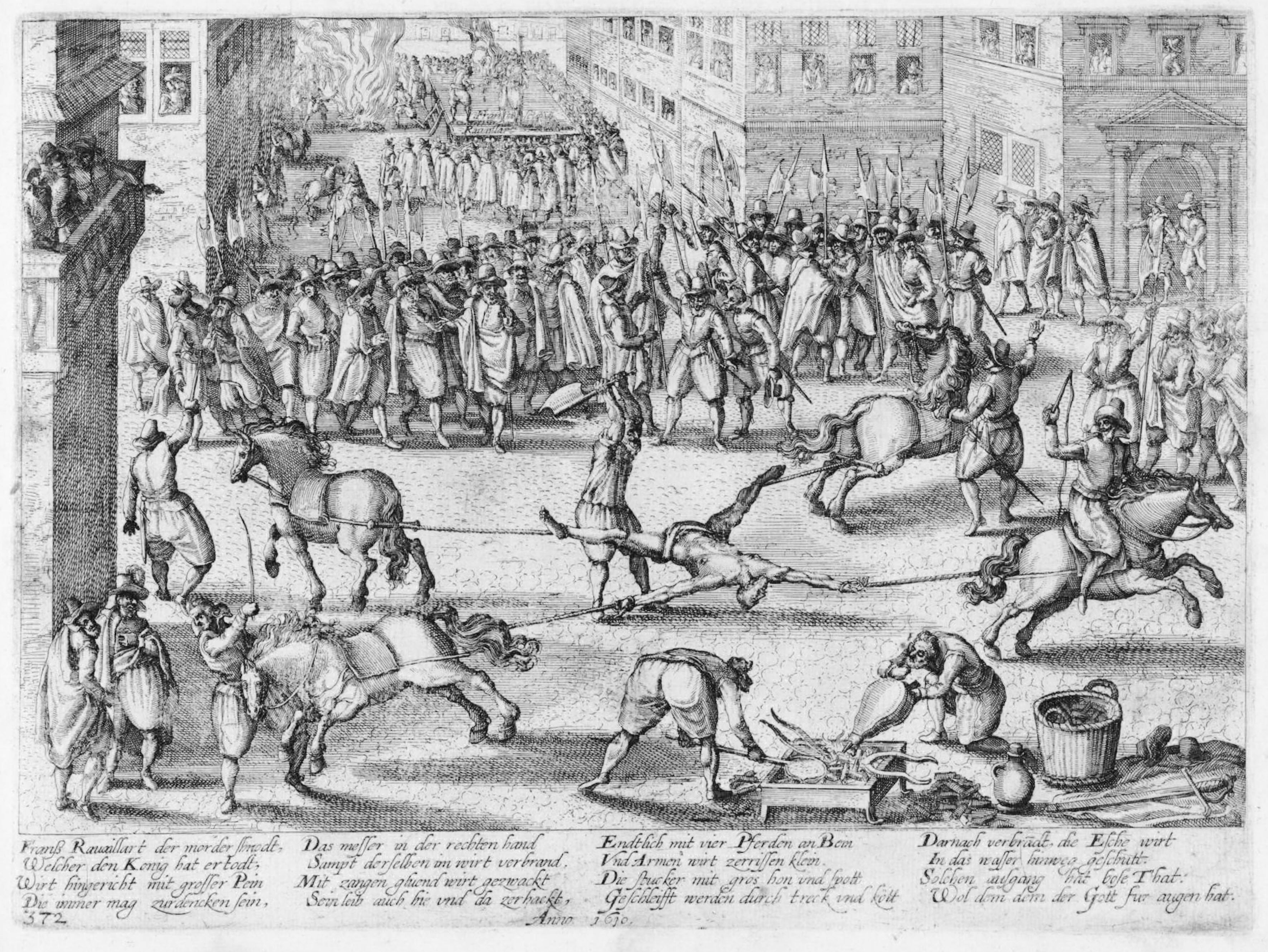
Execuția lui François Ravaillac

Regicidul a declanșat o mare controversă. De-a lungul vieții, Henric al IV-lea a scăpat din cel puțin douăzeci de atentate. Teza istoricului și filozofului iezuit Juan de Mariane, din 1589, De rege regis institutione, (Despre rege și instituția regală), in care un tiranicid era legitim cu condiția ca acesta să fie de ordin divin, a fost condamnată de Sorbona în ziua execuției lui Ravaillac. După publicarea acestei cărți, în 2 august 1589, Henric al III-lea al Franței a fost asasinat, iar iezuiții se găseau într-o poziție dificilă. Când Henric al IV-lea a fost la rândul său asasinat, asupra iezuților s-a declanșat o adevărată furtună, aceștia fiind acuzați de moartea regelui. Din ordinul Parlamentului din Paris, cartea lui Juan de Mariane a fost arsă în piața publică la 4 iulie. În 1608, doamna Jacqueline d'Escoman, doamnă de companie a marchizei de Verneuil, declară că știa de un complot împotriva regelui, organizat de ducele d'Épernon și  marchiza de Verneuil, dar anturajul regelui, obișnuit cu avertismentele de complot, nu o ia în serios și este făcută să tacă când este închisă la Conciergerie pentru abandon de minori. Eliberată în ianuarie 1611, îi acuză din nou pe duce și marchiză de moartea regelui, spunând că ar fi acționat din ordinul Spaniei. Este organizat un proces prezidat de Monsieur de Verdun(apropiat al ducelui d'Épernon, care îl trimisese în pensie pe precedentul președinte Achille Harlay), în care cele două părți sunt ascultate și care se termină cu condamnarea acuzatoarei pentru calomnie și închiderea ei pe viață. Teoria complotului a luat amploare mai ales după evocarea ei de către Jules Michelet în opera sa Histoire de France. Teoria sa se bazează pe doi martori: doamna d'Escoman mai sus menționată și închisă pentru calomnie și un căpitan de gardă, Jean Dujardin. Michelet spune că ducele Epernon, marchiza Verneuil și cuplul Concini, l-au instrumentalizat pe Ravaillac cu încuviințarea Mariei de Medici și a lui Filip al III-lea al Spaniei. În opera sa Ciudata moarte a lui Henric al IV-lea, Philippe Erlanger reia teoria lui Michelet. Acesta spune că la sosirea la Paris a lui Ravaillac, acesta a fost ospitat la Charlotte du Tilet, amanta ducelui d'Épernon. Philippe Erlanger scrie că complotul a fost orchestrat de ducele d'Épernon, marchiza de Verneuil și amanta ducelui, Charlotte du Tilet. Această teorie ar putea fi validă. M. Rouly nu este de acord cu această teorie și spune: "ducele nu era vinovat, datorită conduitei sale după asasinarea regelui, când s-a opus asasinării lui Ravaillac de către mulțime și gărzi; el l-a apărat deoarece a vrut să fie interogat pentru a cunoaște eventualii complici, ceea ce nu ar fi făcut dacă ar fi fost mandantul asasinului". Într-o carte publicată în 2009, istoricul Jean-Christian Petitfils ne oferă o altă ipoteză. Ravaillac a fost manipulat de arhiducele Țărilor de Jos, Albert al VII-lea, Arhiduce de Austria, deoarece se temea de o acțiune a lui Henric al IV-lea pentru recuperarea soției Prințului de Condé, Charlotte Marguerite de Montmorency reținută la Bruxelles. Jurnalistul Jean François Bège îl situează pe Ravaillac în lunga listă a asasinilor politici din istorie găsind similtudini între asasinarea lui Henric al IV-lea și cea a lui John Fitzgerald Kennedy de către Lee Harvey Oswald. Amândoi asasini au fost fanatici și au declarat că au acționat singuri, dar în spatele lor s-ar fi aflat o a doua echipă.
Istoricul François Pernot, refuză aceste teze complotiste deschizând lucrarea sa cu această lecție de istorie: "Căutarea unui complot nu înseamnă de cele mai multe ori negarea realității?(...) Găsirea unei explicații cu orice preț, împletind faptele spre un fir conductor comun, pentru a oferii opiniei publice o cheie pentru a descifra un eveniment absurd? Un fir conductor comun care ne liniștete pentru că ne explică haosul." 